# Podjuna
Podjuna (nemško Jauntal) in Dolina Bele (tudi Podjunsko polje), geografsko spadata k vzhodnemu delu avstrijske zvezne dežele Koroške. Obe dolini sta tudi narodnostno izrazito slovenski oz. dvojezični pokrajini.
Najpomembnejši kraji so Velikovec, Pliberk, Grebinj v Podjuni ter Železna Kapla v dolini Bele. 
Podjuna zajame tako nižinsko pokrajino med Karavankami in Dravo (Podjunska ravnina ali polje), kot tudi Velikovško čezdravje oz. Velikovško gričevje s čimer zajamemo tradicionalno tudi vsa naselje podjunskega narečja na južnem pobočju Svinške planine. Podjunska ravnina je zmerno valovita z idiličnimi vasmi in valovitimi polji. Podjunsko ravnino na severu omejuje globoka struga Drave, na jugu pa se dvigujeta mogočni gori Pece in Obirja.  Na zahodu pa so (s severa proti jugu) Celovško polje, Gure ter Rož.
Podjuno prečka železniška proga Celovec - Pliberk. Najvažnejše ceste so avtocesta A2 Dunaj - Gradec - Grebinj - Celovec - Beljak (- Trbiž v Kanalski dolini) ter državni cesti Velikovec - Železna Kapla - Zgornje Jezersko, in Tinje - Dobrla vas - Pliberk.
Pomembnejša naselja so: Velikovec, Pliberk, Železna Kapla, Dobrla vas, ter Apače, Bela, Bistrica pri Pliberku, Djekše, Galicija, Globasnica, Grebinj, Kamen v Podjuni, Labot, Miklavčevo, Obirsko, Sinča vas, Škocjan v Podjuni, Šmihel pri Pliberku ter Žitara vas. 
Tinje, ki so kulturno srediče za vso vzhodno in osrednjo Južno Koroško pa so pravzaprav že del Celovškega polja.
Podjuna ima svoje slovensko podjunsko narečje (glej tam).
Ozka in redko poseljena dolina potoka Bela preseka severno Karavanško verigo med Ojstrcem (Obir-2139 m) in Peco (2135 m), ter se zajeda globoko na jug pod Kamniško-Savinjske Alpe v dolino Belske Kočne, kar omogoča naravni prehod iz Podjune  čez Jezerski vrh. Dolina Bele omogoča dostop v razkošen gorski svet okrog Železne Kaple. 